# Gamma Holding
Gamma Holding was een Nederlandse beursgenoteerde houdstermaatschappij van textielbedrijven. Het hoofdkantoor stond in Helmond.
Het bedrijf had productiebedrijven in Heerhugowaard (Ammeraal Beltech), Tulsa (Clear Edge), Krefeld (Verseidag-Indutex), Kempen (Sailcloth), en Waregem (Bekaert Textiles). In 2011 werd het van de beurs gehaald na een bod van twee Nederlandse investeringsfondsen. In 2015 verkochten zij twee grote werkmaatschappijen van de voormalige Gamma Holding.

## Geschiedenis
In 1964, toen de crisis in de textielindustrie in een beginfase verkeerde, fuseerden Vlisco te Helmond, Ankersmit's Textielfabrieken te Deventer en Stoomweverij Nijverheid te Enschede tot Texoprint. De Nijverheid en Ankersmit beschikten over een uitgebreide textieldrukafdeling, de Vlisco was op dit gebied geheel gespecialiseerd. Deze bundeling van bedrijven kreeg in 1965 een notering op de beurs. In 1969 fuseerde ook Hatéma met Texoprint. Hierdoor kwam, behalve textieldrukkerijen, ook interieurtextiel in het bereik van de groep.
Het geheel kreeg in 1972 de naam Gamma Holding. In 1990 werden Ammeraal en DWL overgenomen en in 1992 ook Bekaert Textiles. Hiermede deed het technisch textiel zijn intrede. In 1999 werd Verseidag overgenomen en Madison Filter Group volgde in 2001.
Meerdere overnames volgden terwijl ook weer bedrijven werden afgestoten, met name bedrijven in de sector van textiel voor de automobielindustrie, en het interieurtextiel. Vanwege de grote schuldenlast bij de banken werd de directie min of meer gedwongen een van de meest winstgevende onderdelen en de oudste kern van het concern, Vlisco, in september 2010 voor € 118 miljoen te verkopen aan Actis, een Britse investeringsmaatschappij.
Eind 2010 deden de investeringsfondsen Gilde Buy Out Partners en Parcom een openbaar bod op Gamma Holding. Zij boden de aandeelhouders van Gamma € 29 per aandeel. Op 29 april 2011 werd de notering van Gamma Holding op de Euronext Amsterdam beëindigd.
In 2012 had de holding nog de volgende activiteiten:
- Transportbanden voor de industrie, vervaardigd door Ammeraal Beltech;
- Doekenfilters worden door Clear Edge geleverd;
- Composietmaterialen en coatings worden gebruikt voor tenten en dergelijke, en voor kogelwerende vesten;
- Sailcloth levert zeildoek voor zeilschepen;
- Bekaert Textiles levert stoffen voor matrassen.

Begin 2015 maakte de eigenaars bekend de twee grote werkmaatschappijen, Bekaert Textiles en Ammeraal Beltech, apart te gaan verkopen.
In april 2015 werd Bekaert Textiles verkocht aan het Duitse familieconglomeraat Franz Haniel & Cie. Bekaert Textiles realiseerde met 1400 werknemers een jaaromzet van ruim € 200 miljoen. Haniel, gevestigd in Duisburg, is opgericht in 1756. Haniel is actief op het gebied van de handel en dienstverlening. De groep boekte in 2014 een omzet van € 4 miljard en telde 11.500 medewerkers. Deze verkoop werd definitief in juni 2015.
In mei 2015 werd ook Ammeraal Beltech verkocht aan de Amerikaanse investeerder Advent International. Ammeraal Beltech produceert transportbanden die in 150 landen worden verkocht. In 2014 realiseerde het een omzet van € 325 miljoen met bijna 2500 werknemers.

## Financiële resultaten
Gamma behaalde goede resultaten tot het uitbreken van de kredietcrisis. Als gevolg daarvan daalden de verkopen en kwamen omzet en bedrijfsresultaten onder neerwaartse druk te staan. Gamma was genoodzaakt de activiteiten te herstructureren waardoor er grote buitengewone lasten genomen moesten worden. Deze lasten van in totaal circa € 100 miljoen in 2008 en 2009 zwakten de eigen vermogen positie van de onderneming af. Vanaf 2008 werd er geen dividend meer uitgekeerd aan de aandeelhouders. In 2010 was er een scherp herstel; de resultaten op de gewone bedrijfsactiviteiten verbeterden, Gamma realiseerde een boekwinst van circa € 65 miljoen op de verkoop van Vlisco en er hoefde minder geld gereserveerd te worden voor herstructureringen.
In de onderstaande figuur staan meer financiële gegevens van Gamma in de periode 2006 tot 2011. In 2011 werd Gamma overgenomen door private-equitybedrijven en 2010 was het laatste volledige jaar dat Gamma een beursnotering had. De resultaten van Vlisco, die in 2010 werden verkocht, zijn uit deze cijfers verwijderd.
| Jaar | Omzet           | Bedrijfsresultaat | Nettoresultaat   | Werknemers |
| ---- | --------------- | ----------------- | ---------------- | ---------- |
| 2006 | € 570,5 miljoen | € 35,3 miljoen    | € 27,4 miljoen   | 4.710      |
| 2007 | € 558,6 miljoen | € 31,6 miljoen    | € 32,4 miljoen   | 4.845      |
| 2008 | € 559,6 miljoen | − € 46,5 miljoen  | − € 34,0 miljoen | 4.939      |
| 2009 | € 490,2 miljoen | − € 31,5 miljoen  | − € 69,7 miljoen | 4.349      |
| 2010 | € 582,0 miljoen | € 32,9 miljoen    | € 73,2 miljoen   | 4.569      |